# Focar (ardere)

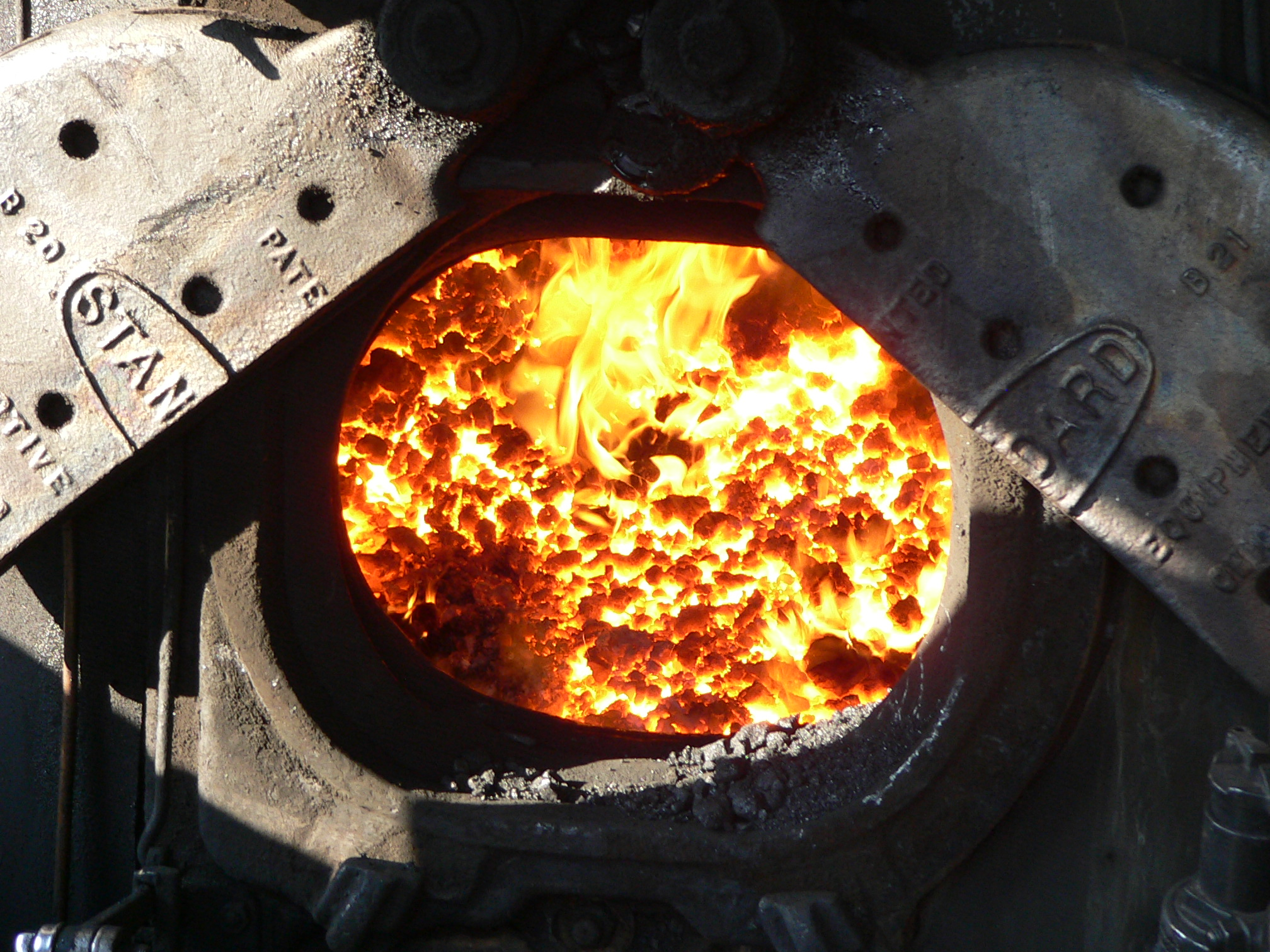
Focarul unei locomotive cu abur

Focarul este partea unui cazan, cuptor sau instalații de încălzire în care are loc arderea cu flacără a combustibilului. În toate aceste cazuri arderea este întreținută de oxigenul din aer.

## Descriere
Un focar trebuie să asigure condițiile necesare pentru întreținerea arderii, adică posibilitatea introducerii combustibilului (alimentării), a aerului necesar arderii, realizarea temperaturilor necesare, a vitezelor de aprindere și desfășurarea a arderii, prelucrării combustibilului înainte de ardere — uscare și devolatilizare în cazul combustibililor solizi, respectiv vaporizare a celor lichizi — și evacuarea produselor arderii, respectiv a gazelor de ardere și, dacă este cazul, a cenușii.
Focarul este format dintr-un spațiu mărginit de pereți (camera de ardere), grătar și cenușar (dacă există) și instalațiile anexe (arzător, instalație de răscolire) etc. Deoarece temperaturile din focare sunt de ordinul a 800–1300 °C, pereții trebuie protejați. La cuptoare ei sunt formați din materiale refractare, iar la cazane sunt formați din țevi răcite cu apă care preiau o parte din căldura degajată prin ardere.

## Clasificare
După tipul combustibilului ars focarele se clasifică în focare pentru combustibili solizi, pentru combustibili lichizi, respectiv pentru combustibilil gazoși.
După gradul de intensitate a arderii focarele se clasifică în focare cu ardere obișnuită (nu se specifică „obișnuită”) și focare cu ardere intensificată (focare turbionare, focare ciclon).
După presiunea din ele, focarele se clasifică în focare cu ardere la presiune atmosferică (de fapt cu o mică depresiune, de câțiva zeci de Pascali) și focare cu surapresiune (mică sau mare).
După modul de organizare a arderii focarele se clasifică în focare cu ardere pe grătar, focare cu ardere în strat fluidizat și focare cu ardere în cameră.